# Pasaporte español
El pasaporte español es un documento público, personal, individual e intransferible que acredita, fuera de España, la identidad y nacionalidad de los ciudadanos españoles. Lo expiden los órganos competentes de la Administración General del Estado y es propiedad del Estado. 
Todos los pasaportes que se expiden por los equipos dentro del territorio nacional español corresponden al denominado biométrico o pasaporte electrónico (e-passport) el cual incorpora un chip incrustado en su portada posterior que contiene el dato biométrico relativo a la imagen facial del titular del documento, además de los datos personales que se contienen en las líneas OCR de lectura mecánica.
Desde el 28 de junio de 2009 se incorporan, además, las impresiones dactilares de los dedos índices de ambas manos, o los que, en su defecto correspondan.
De acuerdo con el informe Índice de restricciones de Visa de abril de 2025, los poseedores de un pasaporte español pueden visitar 192 países y territorios (de 195 como máximo) sin necesidad de obtener un visado, lo que lo convierte en el 3.o pasaporte con mayor libertad de movimiento del mundo.

Art 23 del Tratado de Funcionamiento:
Todo ciudadano de la Unión podrá acogerse, en el territorio de un tercer país en el que no esté representado el Estado miembro del que sea nacional, a la protección de las autoridades diplomáticas y consulares de cualquier Estado miembro, en las mismas condiciones que los nacionales de dicho Estado.

En relación con la cita anterior, los ciudadanos españoles, en su calidad de ciudadanos de la Unión, tienen el derecho a la asistencia y protección diplomáticas de las embajadas y consulados de otros Estados miembros, así como en las embajadas de la propia Unión Europea.
Para viajar dentro de la Unión Europea y del espacio de Schengen, no es necesario identificarse excepto cuando lo soliciten las autoridades del país por dónde se transite, con el documento nacional de identidad (DNI) es suficiente para identificarse. También se permite el uso del DNI como documento supletorio para viajar a algunos otros países, como Albania, Andorra, Mónaco, San Marino, Turquía y los países que formaban la antigua Yugoslavia.

## Propiedad
Todos los pasaportes son propiedad del Estado. Sus titulares son únicamente arrendatarios del documento. Todos los ciudadanos españoles tienen derecho a obtener la concesión estatal de un pasaporte ordinario, salvo que hayan sido privados de ello por causa legal o por resolución judicial.[cita requerida] En la última página del documento, incluye el siguiente texto:
«El Estado español se reserva la propiedad de este pasaporte, sin perjuicio de los derechos de su titular, y, en consecuencia, recomienda a éste la máxima diligencia en su custodia y utilización y ruega a cualquier Autoridad u otra persona su entrega a las Autoridades españolas en caso de extravío o uso indebido.»

## Fotografía
Para la solicitud de un pasaporte se necesita una fotografía reciente del rostro del solicitante tamaño carné, en color y con fondo claro, liso y uniforme, tomada de frente, y sin gafas de cristales oscuros o cualquier otra prenda que impida la identificación de la persona. Esta fotografía no será necesaria si el DNI del solicitante tiene una antigüedad inferior a dos años y no existen cambios importantes en su fisonomía.

## Tipos

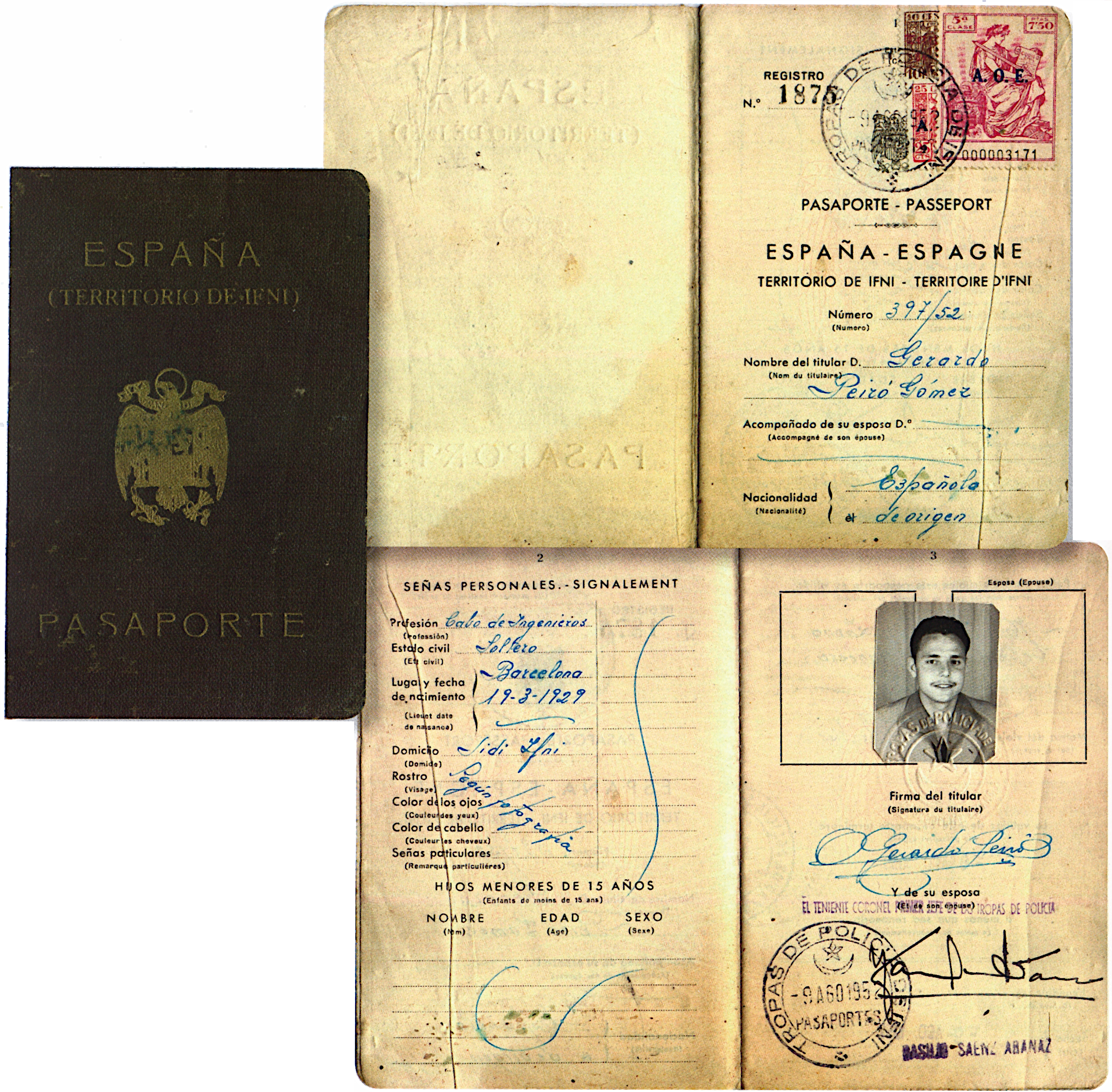
Antiguo pasaporte de Ifni emitido en 1951.

En función de la naturaleza del viaje, se pueden clasificar en:

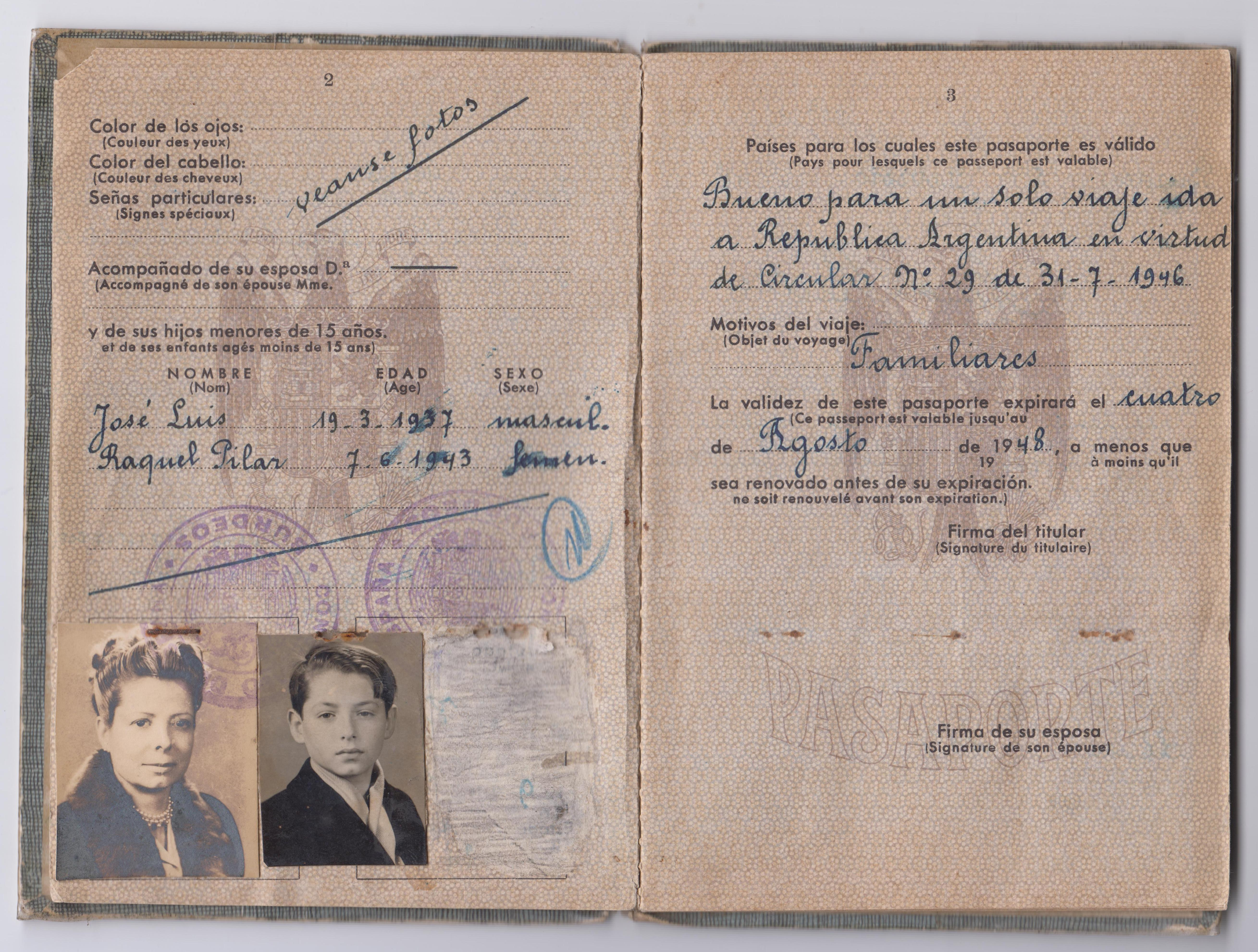
Antiguo pasaporte de un exiliado español emitido en 1948 por el consulado de Burdeos, Francia.

- Pasaporte ordinario: expedido para viajes ordinarios, tales como de vacaciones y de negocios.
- Pasaporte colectivo: expedido para las peregrinaciones, excursiones y otros actos de similar naturaleza, siempre que exista reciprocidad con el país de destino; su validez se limita a un simple viaje, cuya duración no podrá exceder los tres meses.
- Pasaporte diplomático: expedido a diplomáticos españoles, altos funcionarios del gobierno español y correos diplomáticos.[5]
- Pasaporte oficial y de servicio: expedido a representantes individuales del Gobierno de España en asuntos oficiales.

## Obtención
Los medios informáticos actuales permiten que el pasaporte se entregue en una hora aproximadamente, desde el momento en que se hace la solicitud. Desde que en 2009 entró el Sistema de Cita Previa, el proceso es aún más reducido y el pasaporte nuevo se entrega en el acto. Este proceso se reduce aún más si se renuevan DNI y pasaporte simultáneamente, ya que, al tener los datos del primero, no hace falta recogerlos de nuevo.
Actualmente, para tramitar el pasaporte en España es necesario solicitar una cita previa. Es posible conseguir cita previa de dos maneras: por teléfono (llamando al 060) o a través de la página web oficial del Cuerpo Nacional de Policía. Una vez conseguida la cita previa, hay que acudir a la oficina correspondiente con la documentación necesaria y a su vez pagar la tasa correspondiente.

## Caducidad
En España, con carácter general, la vigencia del pasaporte depende de la edad de la persona solicitante en el momento de la expedición del documento. Por este motivo, la validez será la siguiente:
- 2 años, cuando la persona que lo solicita no ha cumplido los 5 años.
- 5 años, cuando el solicitante tiene menos de 30 años.
- 10 años, cuando el titular tenga 30 o más años.

En el caso de que el pasaporte sea para una persona con discapacidad o menor de edad, la persona que sea responsable de la tutela puede limitar la validez del pasaporte.

## Tasas
Desde 2018, el precio del pasaporte ordinario en España es de 30 euros.
El pago puede realizarse de manera presencial cuando se acude a la oficina habilitada para este trámite o también puede realizarse en línea previamente. El pago por Internet se puede realizar cuando no es la primera vez que se vaya a obtener el pasaporte, es decir, la primera vez que se solicita el pasaporte siempre hay pagar en la oficina.
En el caso de las familias numerosas, el pasaporte ordinario es gratuito.

## Oficinas habilitadas para tramitar el pasaporte
En España, puede conseguirse el pasaporte en determinadas Jefaturas Superiores y comisarías del Cuerpo Nacional de Policía que estén habilitadas específicamente para realizar este trámite. Al solicitar la cita previa por internet o por teléfono se puede obtener información sobre qué oficinas existen en cada provincia de España. 
En el extranjero, es posible solicitar el pasaporte en las embajadas y consulados españoles.

## Pasaporte español para los ciudadanos de los antiguos territorios españoles
En la actualidad, el Gobierno español otorga el pasaporte a ciertos ciudadanos de todos aquellos países que en algún momento hayan pertenecido a España con posterioridad al 17 de julio de 1936.[cita requerida]
Un caso muy conocido es el de las antiguas provincias del Sahara Español: a los nacidos allí antes de la transferencia de su localidad a Marruecos y Mauritania (entre noviembre de 1975 y enero de 1976, según la zona) y a los descendientes directos de aquellos, se les da la nacionalidad de origen. Este mismo caso es aplicable legalmente a quienes logren demostrar haber nacido o ser descendiente directo de nacidos en la antigua provincia de Fernando Poo y Río Muni antes del 12 de octubre de 1968, fecha en que se independizó como República de Guinea Ecuatorial.[cita requerida]
En cambio, los antiguos habitantes del Protectorado español de Marruecos no tienen derecho a obtener el pasaporte español, ya que formalmente la soberanía la ostentaba el sultán marroquí y no el Estado español durante la época de dominación española. Idéntica regulación rige para los nacidos o descendientes directos de nacidos en Tánger durante los cinco años de dominación española, por los mismos motivos.[cita requerida]

## Diseño

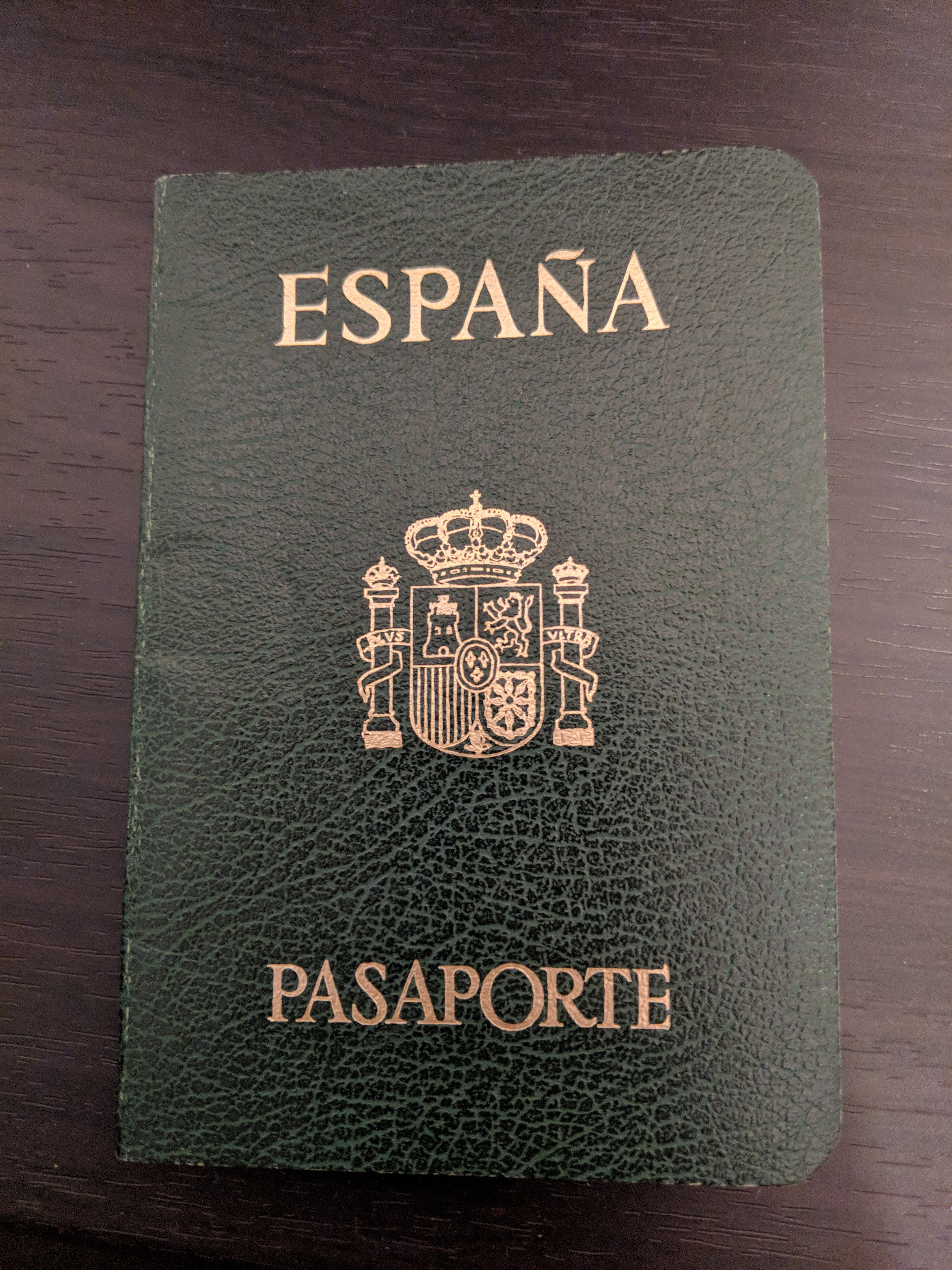
Diseño exterior del pasaporte español de 1988.

A lo largo de los años, el diseño de la portada ha ido modificándose siendo el color, el más significativo de todos. Inicialmente, los primeros pasaportes que se expidieron eran de colores verdosos hasta 1989, momento que se estableció el granate que ha permanecido hasta el modelo de 2015. Las páginas interiores del pasaporte español destacan por tener motivos gráficos temáticos que varían según la versión:
- 2015: vehículos emblemáticos españoles, incluyendo motocicletas, automóviles, aviones, barcos y el submarino de Isaac Peral. Los modelos mostrados en sus 32 páginas fueron: Triciclo Bonet, Elizalde Tipo 48, Pegaso Z-102, Libélula española, Carabelas de Colón, Soriano Lince, Sanglas 350cc, Montesa Kenya, Submarino Peral, Hespérides (A-33), Juan Sebastián de Elcano (A-71), Cierva C.4, CASA C-212 Aviocar, Talgo AVRIL.
- 2006. Fauna salvaje con sus rutas migratorias.

## Visado

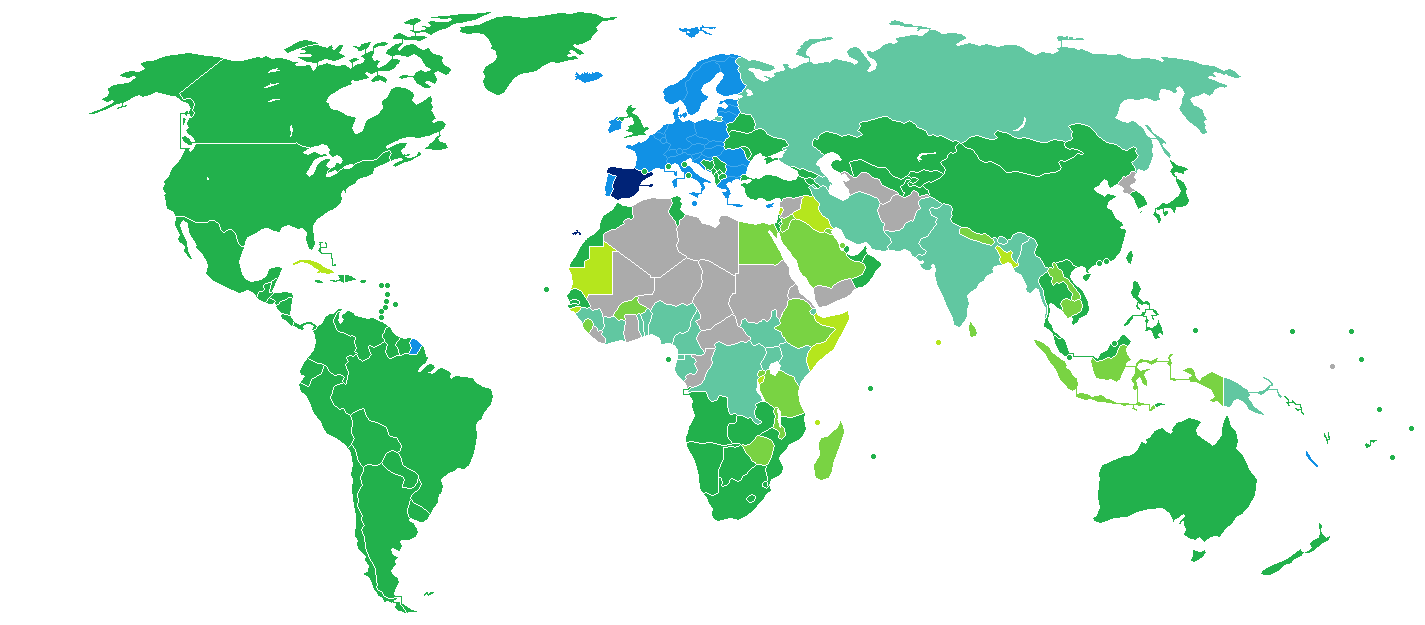
España
Libre circulación (Unión Europea y espacio Schengen)
Sin necesidad de visa
Visa a la llegada
Visa electrónica
Visa a la llegada o visa electrónica
Visa requerida antes de la llegada

### África
- Botsuana: 90 días[11]
- Comoras (visado expedido a la llegada)
- Yibuti: 1 mes (visado electrónico)[12]
- Egipto:1 mes (visado electrónico / visado expedido a la llegada, $25)[13]
- Etiopía: 3 meses (visado expedido a la llegada)
- Kenia: 3 meses (visado electrónico / visado expedido a la llegada)[14]
- Lesoto: 14 días
- Madagascar: 3 meses (visado expedido a la llegada)[15]
- Malaui: 3 meses (visado electrónico)[16]
- Mauricio: 6 meses
- Mayotte: acceso ilimitado
- Marruecos: 3 meses
- Mozambique: 1 mes[17] (visado expedido a la llegada)
- Namibia: 3 meses
- Reunión: acceso ilimitado
- Santa Elena, Ascensión y Tristán de Acuña: 90 días
- Senegal: 3 meses
- Seychelles: 3 meses[18]
- Sudáfrica: 3 meses
- Suazilandia (visado gratuito disponible a la llegada)
- Tanzania 3 meses (visado electrónico / visado expedido a la llegada)[19]
- Togo: 7 días (visado expedido a la llegada)
- Túnez: 4 meses
- Uganda (visado electrónico / visado expedido a la llegada)[20]
- Zambia (visado expedido a la llegada)
- Zimbabue: 3 meses (visado expedido a la llegada)

### América
- Anguila: 3 meses[21]
- Antigua y Barbuda: 3 meses[22]
- Antillas Neerlandesas: 90 días[23][24]
- Argentina: 3 meses[25]
- Aruba: 3 meses[23][26]
- Bahamas: 3 meses[27]
- Barbados: 6 meses[28]
- Belice: 1 mes[29]
- Bermudas: 6 meses[30]
- Bolivia: 3 meses[31]
- Brasil: 3 meses[32] (reserva de hotel o carta de invitación notarial + billete de ida y vuelta + comprobación de medios económicos de un mínimo de 32€/día)[33][34]
- Canadá: 6 meses[35] (previa autorización del sistema eTA si se viaja por aire.)[36][37]
- Islas Caimán: 6 meses[38]
- Chile: 3 meses
- Colombia: 3 meses
- Costa Rica: 3 meses
- Cuba: 30 días (Solo en el aeropuerto de La Habana)
- Dominica: 6 meses
- República Dominicana: 1 mes (se requiere una tarjeta de turista de 10 USD $)
- Ecuador: 3 meses
- El Salvador: 3 meses
- Islas Malvinas: 1 mes[39]
- Guayana Francesa: acceso ilimitado
- Groenlandia: 3 meses[40]
- Granada: 3 meses
- Guadalupe: acceso ilimitado
- Guatemala: 3 meses
- Guyana: 3 meses
- Haití: 3 meses
- Honduras: 3 meses
- Jamaica: 3 meses
- Martinica: acceso ilimitado
- México: 6 meses
- Montserrat: 6 meses[41]
- Nicaragua: 3 meses
- Panamá 3 meses
- Paraguay 3 meses
- Perú 3 meses
- Puerto Rico: 3 meses (previa autorización del sistema ESTA si se viaja por aire o por mar.)[42][43]
- San Cristóbal y Nieves: 3 meses
- Santa Lucía: 28 días
- San Pedro y Miquelón: 3 meses
- San Vicente y las Granadinas: 1 mes
- Trinidad y Tobago: 3 meses
- Islas Turcas y Caicos: 3 meses[44]
- Estados Unidos: 3 meses[45] (previa autorización del sistema ESTA si se viaja por aire o por mar.)[42][43]
- Uruguay: 3 meses
- Venezuela: 3 meses
- Islas Vírgenes Británicas: 1 mes[46]
- Islas Vírgenes de los Estados Unidos: 3 meses[45]

### Asia
- Baréin 90 días (visado electrónico / visado expedido a la llegada 75 Euros)[47]
- Bangladés 30 días (visado expedido a la llegada)[48]
- Brunéi 90 días[49]
- Camboya 1 mes (visado electrónico / visado expedido a la llegada, US$30)[50]
- China continental 30 días (válida la entrada sin visado hasta el 31 de diciembre de 2025).[51][52]
- Corea del Sur 3 meses[53]
- Hong Kong 3 meses[54][55]
- Indonesia 30 días[56][57]
- Irán 30 días (visado expedido a la llegada - Solo aeropuertos internacionales)[58][59][60][61]
- Irak visado a la llegada - 30 días (solo Kurdistán)[62]
- Israel 3 meses[63]
- Japón 90 días (prorrogable hasta 180 días)[64]
- Jordania 1 mes (visado expedido a la llegada, costo 10JOD)
- Kazajistán 30 días
- Kuwait 3 meses (visado expedido a la llegada)
- Kirguistán 60 días[65][66][67]
- Laos 30 días (visado electrónico / visado expedido a la llegada, US$35)[68][69][70][71][72][73][74]
- Líbano 15 días (visado expedido a la llegada, 25000LL)[75][76]
- Macao 90 días[77]
- Malasia 3 meses
- Maldivas 30 días[78]
- Mongolia 30 días
- Nepal 60 días (visado expedido a la llegada)[79][80]
- Omán 1 mes (visado electrónico[81][82][83] / visado expedido a la llegada[84][85])
- Filipinas 30 días[86][87][88]
- Catar 90 días[89]
- Singapur 90 días[90]
- Sri Lanka 30 días[91][92][93][94][95]
- Tailandia 30 días, entrando por aire, 15 días por tierra/mar[96][97][98]
- Taiwán 90 días[99]
- Tayikistán 52 días[100]
- Timor Oriental 90 días[101][102]
- Turquía 90 días[103]
- EAU 90 días[104][105]
- Uzbekistán 30 días[106]
- Vietnam 14 días[107]
- Yemen 3 meses (visado expedido a la llegada)

### Europa
- Albania 3 meses[108]
- Andorra[109]
- Armenia 180 días[110]
- Azerbaiyán 30 días[111] (visado electrónico)[112]
- Bosnia y Herzegovina 90 días[113]
- Croacia acceso ilimitado[114]
- Islas Feroe 90 días[115]
- Georgia 365 días[116][117][118]
- Gibraltar[119]
- Guernsey[120]
- Islandia acceso ilimitado[121]
- Isla de Man[122]
- Jersey[123]
- Liechtenstein acceso ilimitado[124]
- Macedonia del Norte 90 días[125][126]
- Moldavia 90 días[127][128]
- Mónaco 90 días[129]
- Montenegro 90 días[130][131]
- Noruega acceso ilimitado[132]
- Rusia 15 días Visado Electrónico
- Reino Unido visado expedido antes de la llegada por la aplicación ETA Electronic travel autorization [133]
- San Marino 90 días[134]
- Serbia 90 días[135]
- Suiza acceso ilimitado[136]
- Ucrania 90 días[137]
- Ciudad del Vaticano 90 días

### Oceanía
- Samoa Americana 30 días[138]
- Australia visado electrónico (eVisitor[139][140] o Electronic Travel Authority[141][142])
- Isla Norfolk visado electrónico (eVisitor o Electronic Travel Authority)[143]
- Fiyi 4 meses
- Polinesia Francesa 90 días
- Guam 90 días[45]
- Kiribati 28 días
- Islas Marshall 30 días (visado expedido a la llegada)
- Micronesia 30 días
- Nueva Caledonia 90 días
- Nueva Zelanda 3 meses (visado electrónico "Electronic Travel Authority")[144]
- Islas Marianas del Norte 30 días[45]
- Islas Cook 31 días[145]
- Niue 30 días[146]
- Tokelau igual que Nueva Zelanda
- Palaos 30 días (visado expedido a la llegada)
- Papúa Nueva Guinea 90 días (visado electrónico / visado expedido a la llegada)[147]
- Islas Pitcairn[148][149][150]
- Samoa 90 días
- Islas Salomón 3 meses
- Tonga 31 días[151]
- Tuvalu 1 mes (visado expedido a la llegada)
- Vanuatu 30 días
- Wallis y Futuna 90 días